# Evangelische Kirche (Habitzheim)

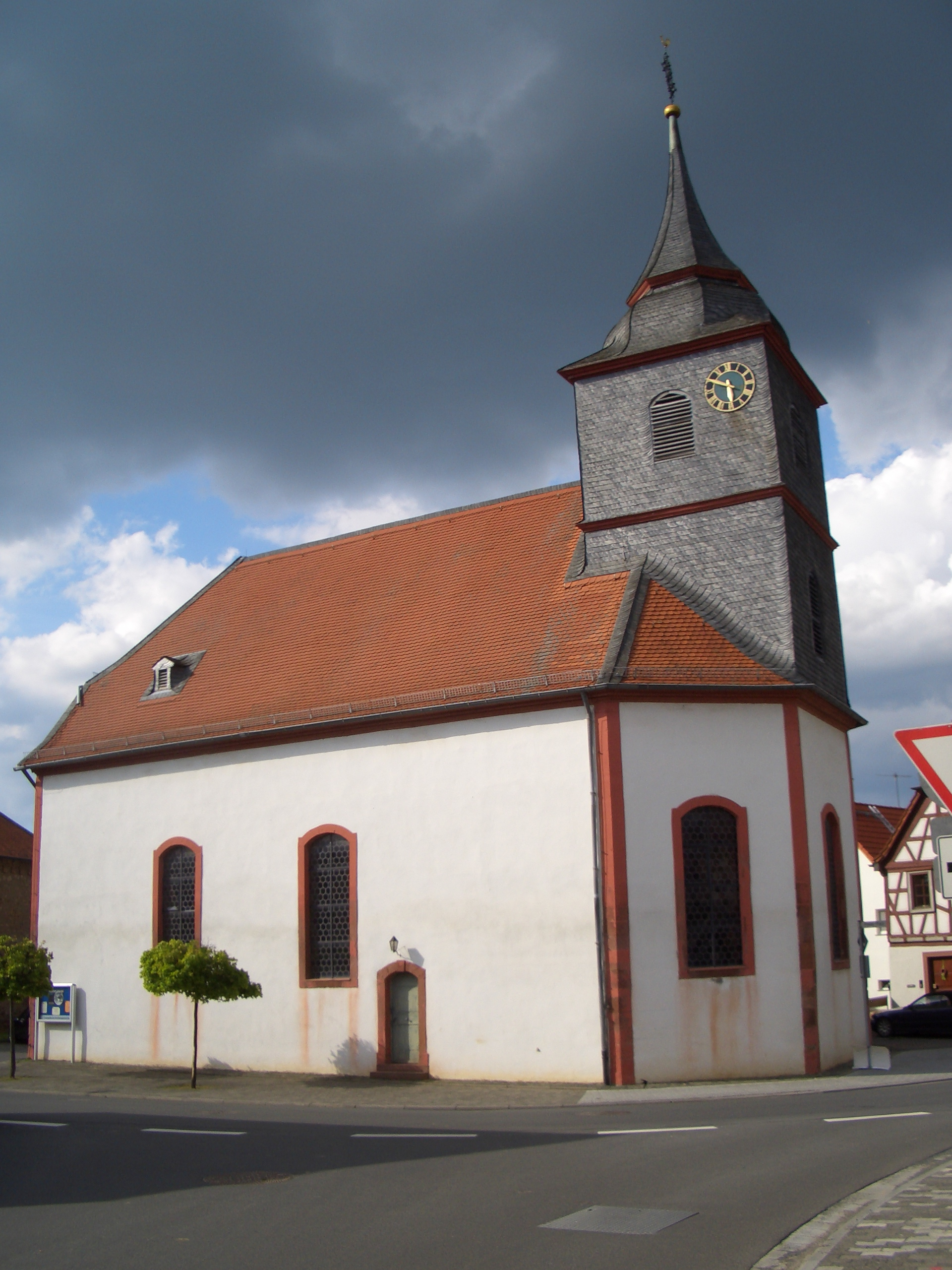
Evangelische Kirche (Habitzheim)

Die Evangelische Kirche Habitzheim ist ein denkmalgeschütztes Kirchengebäude, das in Habitzheim steht, einem Ortsteil der Gemeinde Otzberg im Landkreis Darmstadt-Dieburg in Hessen. Die Kirchengemeinde gehört zum Dekanat Vorderer Odenwald der Propstei Starkenburg der Evangelischen Kirche in Hessen und Nassau.

## Beschreibung
An der Stelle einer Vorgängerkirche aus dem 14. Jahrhundert wurde 1728–41 die Saalkirche erbaut. Sie hat im Osten einen dreiseitigen Schluss des Chors, über dem sich der schiefergedeckte, mit einem achtseitigen, einmal unterteilten, spitzen Helm bedeckte Dachturm erhebt, der im Innern des Kirchenschiffs von zwei Säulen gestützt wird. In seinem obersten Geschoss beherbergt er die Turmuhr und hinter den Klangarkaden den Glockenstuhl. Die beiden Kirchenglocken wurden 1732 und 1791 von der Glockengießerfamilie Schneidewind gegossen. 
Der mit einer Flachdecke überspannte Innenraum hat umlaufende Emporen auf geschweiften, hölzerne Säulen an drei Seiten, deren Brüstungen bemalt sind. Auf der Empore, auf der die Orgel steht, befindet sich die Patronatsloge. Zur Kirchenausstattung gehört die Kanzel von 1742, deren Schalldeckel von einem Pelikan bekrönt ist. 
Die erste Orgel wurde 1742 von Jakob Theodor Berns gebaut. Sie wurde 1803 von Konrad Zahn vergrößert. Die Disposition mit 11 Registern, einem Manual und einem Pedal wurde 1885 von Heinrich Bechstein geändert. 1969 hat sie Andreas M. Ott restauriert.